# Pepi la fea
Pepi la fea es el primer libro de la chilena Josefa Wallace (Santiago, 7 de agosto de 1990), publicado por Plaza y Janés el 1 de abril de 2015.

## Reseña
Pepi la fea es una novela romántica juvenil con toques de humor y mezcla el misterio en la historia de su protagonista Pepi. Los personajes del libro son: su gato Teodoro, su abuela, el español, Javiera, Ibizo y Blondie. El libro es la historia de Josefa Wallace que mezcla sin fronteras definidas lo real con lo imaginario; son fragmentos de su blog homónimo donde hay narraciones picarescas y colmadas de español chileno. Josefa Wallace tiene un blog desde el 17 de agosto de 2014 y a fines de 2015 contaba con más de tres millones de visitas; tiene numerosos seguidores en Facebook y Twitter. Además del llevar al libro el contenido de su blog, se le agregó una biografía de Pepi.
Es un libro superventas en Chile. Su primera edición se agotó en ocho días; y se proyecta hacer una serie televisiva.
En marzo de 2016, Pepi la fea 2, fue el libro más vendido del mes, convirtiéndose en superventas.
En 2017 Pepi la fea 3 apareció en la misma editorial y en marzo del año siguiente se convirtió en el libro chileno de ficción más vendido durante el mes.